# グラソー
グラソー（英語: Glacéau）は、エナジーブランド社によるアクティブライフスタイル飲料のブランド名。日本では日本コカ・コーラが販売していた。

## 概説
グラソー は1996年、ニューヨークのJ.ダリアス・バイコフによって考案された。米国では、電解水の一種「スマートウォーター」や「フルーツウォーター」を販売したのち、2000年に「ビタミンウォーター」が販売された。
2007年に、エナジーブランド社およびブランドが Coca-Cola Company により41億ドルで買収され、グラソーはCoca-Cola Companyのブランドの1つとなった。
米国以外では2008年より販売されている。日本では2009年7月より東京エリア限定で、『ビタミンウォーター』の販売が開始された。
2010年以降、関東圏・他地域の大都市圏など徐々に販売地域を拡大し、2014年には全国で販売されている。
2016年に機能性表示食品の『スリープウォーター』の販売を開始した。2018年頃すべての製品の販売を終了した。

## 日本での製品ラインナップ
すべて販売を終了している。アクティブライフスタイル飲料の『ビタミンウォーター』シリーズ、および機能性表示食品の『スリープウォーター』があった。
- ビタミンウォーター
  - エナジーキック トロピカルシトラス(2009)
  - チャージ レモン＆ライム(2009)
  - パワーC ドラゴンフルーツ(2009) - 2014年頃販売終了。2015年に"スーパーC"に改名し、再発売。
  - d-フェンス ラズベリー＆アップル(2009)
  - スーパーV(2009) - 2010年にも同名製品があるが、訴求する栄養成分および原材料の成分が異なる。2009年版は"ビタミンC+ナイアシン"。
  - b-リラックス ジャックフルーツ＆グアバ(2009)
  - リストアー フルーツパンチ(2009)
  - スーパーV(2010) - 2009年にも同名製品があるが、訴求する栄養成分および原材料の成分が異なる。2010年版は"ビタミンb6+ナイアシン"。
  - トリプルエックス アサイー＆ブルーベリー＆ざくろ(2010) - 2015年4月より、グローバルデザインパッケージにリニューアル。
  - ウェイクアップ オレンジ＆オレンジ(2011)
  - t-スタイル 緑茶風味(2011)
  - フォーカス キウイ＆ストロベリー(2011)
  - リブート マンゴー＆ピーチ(2011)
  - サニーサイド グレープフルーツ&グアバ (2012)[6] - 2015年4月より、グローバルデザインパッケージにリニューアル。
  - スターd キウイ＆ライム(2012)
  - ダウンロード ブラックチェリー(2012)
  - t-ボディー ミックスベリー＆紅茶(2013)
  - b-フリー ラズベリー＆バニラ(2013)
  - ココリフレッシュ ココナッツ＆パイナップル(2014) - 10％ココナッツ果汁入り飲料。
  - リラーーーックス ホワイトピーチ＆カモミール(2014) - ステビア使用。
  - スーパーC ドラゴンフルーツ(2015)[7] - 着色料の表記が変わっているが、実質的には2009年より販売されていた "パワーC"の改名・リニューアル品である。
  - ブラジルフレーバー アセロラ＆アサイー＆カムカム(2016) - セブン＆アイグループ限定。
- スリープウォーター - L-テアニンを含む機能性表示食品。すっきりピーチフレーバー。